# Korea Północna na Mistrzostwach Świata w Lekkoatletyce 2009
Korea Północna na Mistrzostwach Świata w Lekkoatletyce 2009 – reprezentacja Korei Północnej podczas czempionatu w Berlinie liczyła 6 członków. Wszyscy zawodnicy z tego kraju wystartowali w biegu maratońskim.

## Występy reprezentantów Korei Północnej

### Mężczyźni
- Maraton
  - Pak Song-chol z czasem 2:21:12 zajął 43. miejsce
  - Ri Hyon-u z czasem 2:22:48 zajął 51. miejsce

### Kobiety
- Maraton
  - Jong Yong-ok z czasem 2:38:29 zajęła 33. miejsce
  - Kim Chol-sun z czasem 2:42:18 zajęła 48. miejsce
  - Kim Kum-ok z czasem 2:31:24 zajęła 20. miejsce
  - Phyo Un-suk z czasem 2:40:39 zajęła 42. miejsce